# جژگون
جژگون (به لاتین: Dzierzgoń، تلفظ: [ˈd͡ʑeʐɡɔɲ]) یک شهرک در لهستان است که در استان پومرانی واقع شده‌است.

## خصوصیات
جژگون ۳٫۸۸ کیلومترمربع مساحت و ۵٬۶۳۰ نفر جمعیت دارد.

## خواهرخوانده
شهرهای فینستروالده، فینسپانگ، Nordborg, Sittensen و سالاسپیلس خواهرخوانده‌های جژگون هستند.